# Boss of the Plains
Boss of the Plains ist ein Musikalbum der Formation Wheelhouse. Die am 9. Oktober 2010 im Veranstaltungsort Izzy’s Place, Chicago, entstandenen Aufnahmen erschienen am 11. Juni 2013 auf Aerophonic Records.

## Hintergrund
„Boss of the Plains“, eine der beiden ersten Veröffentlichungen auf dem Label des Saxophonisten Dave Rempis, Aerophonic Records, dokumentiert die Entwicklung von Wheelhouse, des Trios von Rempis mit dem Vibraphonisten Jason Adasiewicz und dem Bassisten Nate McBride. Wheelhouse wurde im Sommer 2005 gegründet, als Nate McBride von Boston nach Chicago zog und auf der Suche nach gleichgesinnten Musikern für eine Zusammenarbeit war. Nachdem er Rempis zuvor bei dessen Besuchen in Boston kennengelernt hatte, trat er mit der Idee an ihn heran, gemeinsam eine Band zu gründen. Rempis empfahl den aufstrebenden Vibraphonisten Jason Adasiewicz, der sich zu einer der bekanntesten Stimmen der Chicagoer Improvisationsszene entwickelte. Diese Band wurde zunächst gegründet, um die Kompositionen jedes einzelnen Musikers zu präsentieren, und entwickelte sich allmählich zu diesem rein improvisatorischen Kammerjazz-Format, notierte Mark Corroto.
Rempis erlangte erstmals landesweite Bekanntheit als Saxophonist in Ken Vandermarks Band Vandermark 5. Sein kraftvoller Sound prägte, beginnend mit Simpatico (1999), 14 Veröffentlichungen, bevor die Vandermark 5 aufgelöst wurde. Seitdem hat Rempis mehrere Projekte für seine eigene Musik entwickelt: das Rempis Percussion Quartet, die Saxophon-Cello-Schlagzeug-Gruppe Ballister und The Engines mit Nate McBride. Der Bassist arbeitet außerdem mit Schlagzeuger Mike Reed und Adasiewicz in Sun Rooms zusammen.

## Titelliste
- Wheelhouse: Dave Rempis – Jason Adasiewicz – Nate McBride – Boss of the Plains (Aerophonic Records 002)[2]

1. Song Sex Part 1 4:13
2. Song Hate 5:08
3. Song for 2:50
4. Song Juan 6:06
5. Song for Teens 11:13
6. Song Heaven 6:03
7. Song Fife 2:26
8. Song A-Team 2:55
9. Song Sex Part 2 9:39
10. Song Tree 2:39

## Rezeption
Nach Ansicht von Mark Corroto, der das Album in All About Jazz rezensierte, könne man beim Zuhören des improvisierenden Trios Wheelhouse das deutliche Gefühl bekommen, sich in einem Traum zu befinden. Die zehn hier präsentierten Stücke würden in nachdenklichen Momenten schweben. Rempis präsentiere mit stoischer Gelassenheit und verzichte auf Lautstärke zugunsten von Eloquenz. Er gehe dabei einen geduldigen Weg, spiele hauchige Passagen und durchdachte, erweiterte Techniken. Nur einmal würde er bei „Song for Teens“ locker lassen und mit rasanten Tönen gegen die hämmernden Vibes und schwereren Zupftöne von McBride ansetzen. Wenn er bei „Song Heaven“ sein Altsaxophon gegen ein Baritonsaxophon tausche, dringe die Klangfülle tief ins Solarplexus vor. Adasiewicz und McBride würden als resonante Partner agieren und hallende Passagen liefern, die den [oben beschriebenen] Traum beflügelten.